# Annezay
Annezay ist eine französische Gemeinde mit 163 Einwohnern (Stand: 1. Januar 2022) im Département Charente-Maritime in der Region Nouvelle-Aquitaine (vor 2016: Poitou-Charentes); sie gehört zum Arrondissement Saint-Jean-d’Angély und zum Kanton Saint-Jean-d’Angély. Die Einwohner werden Anneziens und Anneziennes genannt.

## Geographie
Chantemerle-sur-la-Soie liegt etwa 45 Kilometer ostsüdöstlich von La Rochelle. Umgeben wird Chantemerle-sur-la-Soie von den Nachbargemeinden La Devise im Norden, Puyrolland im Nordosten, Saint-Loup im Osten und Südosten, Tonnay-Boutonne im Süden, Saint-Crépin im Südwesten sowie Genouillé im Westen und Nordwesten.

## Bevölkerungsentwicklung
| Jahr                       | 1962 | 1968 | 1975 | 1982 | 1990 | 1999 | 2006 | 2019 |
| Einwohner                  | 211  | 214  | 194  | 178  | 149  | 175  | 163  | 155  |
| Quellen: Cassini und INSEE |      |      |      |      |      |      |      |      |

## Sehenswürdigkeiten
- Kirche St-Pierre (Grabplatte und Kasel als Monument historique geschützt)

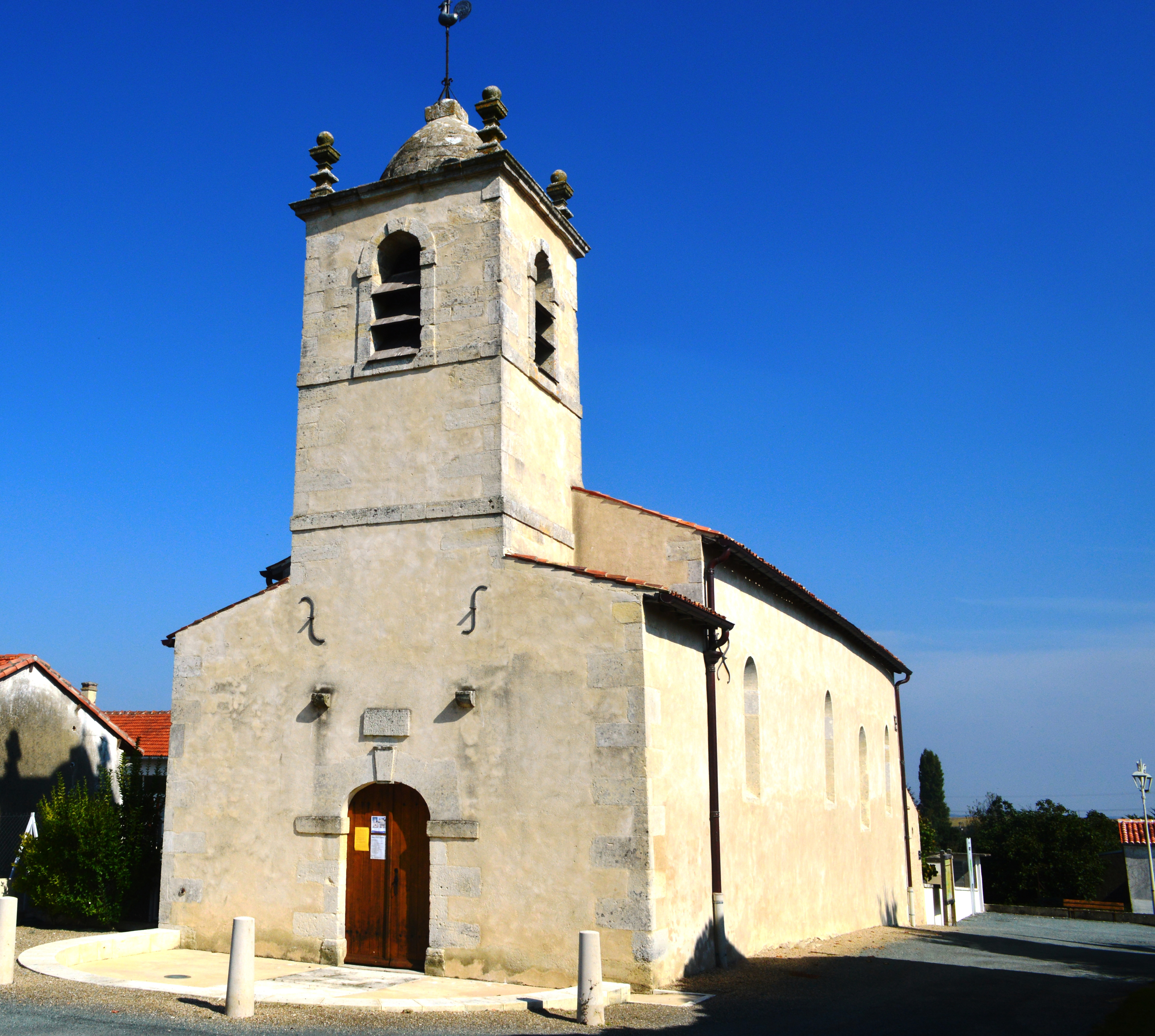
Kirche St-Pierre

Siehe auch: Liste der Monuments historiques in Annezay